# شركة الصناعات الكيميائية الأساسية
شركة الصناعات الكيميائية الأساسية هي شركة مساهمة سعودية، تأسست في الأول من فبراير عام 1973 , برأس مال مئتان وخمسة وسبعون مليون ريال سعودي، تعتبر شركة الصناعات الكيميائية الأساسية رائدة في صناعة غاز الكلورين والصودا الكاوية وحمض الهيدروكلوريك في منطقة الخليج العربي حيث تقدر طاقتها الإنتاجية بأكثر من 70 ألف طن سنويا.